# Кисловодск (станция)
Кислово́дск — железнодорожная станция Минераловодского региона Северо-Кавказской железной дороги в городе Кисловодске Ставропольского края. Открыта 17 (29) мая 1894 года на Владикавказской железной дороге.

## История
В 1893 году к Кисловодской слободе была проложена железнодорожная ветка нормальной колеи Обществом Владикавказской железной дороги. Распоряжение о строительстве линии стоимостью около трех миллионов рублей было подписано императором Александром III в июне 1891 года.
Проект с профилем ветки и указанием расположения станций был окончательно утвержден 21 марта (2 апреля) 1892 года. Строительство здания вокзала и служебных построек началось весной 1893 года. Освидетельствование Минераловодской ветки железной дороги Правительственной комиссией состоялось в начале мая 1894 года.
17 (29) мая 1894 года было открыто регулярное движение пассажирских поездов на всём протяжении линии в 60 вёрст от Минеральных Вод до Кисловодска. По другим данным, 14 мая 1893 года прибыл первый поезд до станции Ессентуки на железнодорожной ветке Минеральные Воды — Кисловодск. 6 августа поезда стали регулярно ходить уже до конечной станции «Кисловодск».
В 1894—1897 годах к западу от станции был сооружён Курортный зал Общества Владикавказской железной дороги (ныне — здание Северо-Кавказской филармонии), место отдыха и развлечения для прибывавших в Кисловодск.
В 1912 году на всём протяжении Минераловодской ветки железной дороги устроено двухпутное движение.
В 1936 году станцию электрифицировали на постоянном токе — напряжением в 1,5 кВ. 6 ноября 1936 года от станции Кисловодск в свой первый рейс вышел пассажирский электропоезд серии СД. Электропитание линии шло от Баксанской ГЭС, первой крупной гидроэлектростанции Северного Кавказа Заработал первый на Северном Кавказе электрифицированный участок железных дорог.
В годы Великой Отечественной войны почти все тяговые подстанции были разрушены до основания, оборудование было вывезено или полностью уничтожено.
10 июля 1944 года восстановлено бесперебойное железнодорожное сообщение между Минераловодской узловой станцией и курортными городами Кавминвод.
Работы по ликвидации последствий войны продолжалась до 1953 года. Были отстроены новые тяговые подстанции с усиленной трансформаторной мощностью, которые использовались и для нужд городов и посёлков края. В тот период около 2800 деревянных опор контактной сети были заменены на металлические. В 1964 году участок переведён на напряжение 3 кВ. Поезда водили двухсистемные электровозы ВЛ61Д и ВЛ82, до Минеральных Вод ходили электропоезда постоянного тока. В 2006 году переведена на переменный ток 25 кВ, используется электроподвижной состав переменного тока.
Происшествия и катастрофы
2 мая 1992 года при задержании вооруженных преступников в электропоезде Минеральные Воды — Кисловодск погибли при исполнении служебных обязанностей милиционеры ЛОВД на станции Кисловодск: старший сержант Юрий Зуев и старший сержант Василий Штамов.
В их честь на привокзальной площади Кисловодска, возле здания ЛОВД на транспорте, установлена мемориальная доска.

## Описание
Тупиковая станция на двухпутном электрифицированном участке Минеральные Воды — Кисловодск с 4 высокими и 1 низкой платформами, между которыми расположено по одному пути. Проход на платформу пригородных поездов осуществляется через турникеты. Здание вокзала расположено слева от путей. В полутора километрах к северу от платформ, рядом с остановочным пунктом Минутка, расположен парк отстоя локомотивов и вагонов.

## Пассажирское движение
Со станции Кисловодск отправляются пригородные электропоезда до: Минеральных Вод, Пятигорска, Железноводска и в обратном направлении. Перевозку пассажиров осуществляет собственным подвижным составом акционерное общество «Северо-Кавказская пригородная пассажирская компания».
На линиях работают электропоезда переменного тока ЭД9М, ЭД9Э производства Демиховского машиностроительного завода различной составности и компоновки. Все электропоезда обслуживаются ТЧ-22 Минеральные Воды Северо-Кавказской дирекции МВПС.
Пассажирские платформы станции оборудованы электронными информационными досками, где указываются номера поездов, время прибытия, отправления и опоздания. За два первых месяца 2021 года на маршруте Минеральные Воды — Кисловодск только пригородными поездами АО «Северо-Кавказская пригородная пассажирская компания» было перевезено 544 000 пассажиров.
Основные направления поездов пригородного сообщения - Железноводск, Лермонтовский, Минеральные Воды, Пятигорск.
Дальнее следование
Вокзал и станция Кисловодск принимает и обрабатывает ежедневно не менее 6-8 пар поездов дальнего следования. Все пассажирские, скорые поезда и экспрессы имеют остановку на станции, для всех из них Кисловодск является конечной. Перевозку пассажиров на поездах дальнего следования осуществляют поездные бригады Федеральной пассажирской компании и частной транспортной компании «Гранд Сервис Экспресс». Билеты на большинство пассажирских поездов дальнего следования, отправляющихся со станции Кисловодск, можно приобрести дистанционно.
Составы пассажирских поездов на тяговых плечах до Минеральных Вод и далее обслуживают локомотивные бригады на электровозах переменного тока ЭП1М, ЭП1П, приписанных к ТЧЭ-8 Кавказская, либо на двухсистемных скоростных электровозах ЭП20, приписанных к ТЧЭ-6 Москва-Сортировочная-Рязанская. Составы скоростных электропоездов «Ласточка», курсирующих в 2021 году до Ростова-на-Дону и Краснодара, обслуживаются бригадами Южной дирекции скоростного сообщения СКЖД (ЮДОСС).
Основные направления поездов дальнего следования - Адлер, Екатеринбург, Краснодар, Минеральные Воды, Москва-Казанская, Москва-Павелецкая, Новокузнецк, Орск, Ростов-на-Дону, Санкт-Петербург, Симферополь, Тында.

## Перевозчики
Российские железные дороги, Гранд Сервис Экспресс, Северо-Кавказская пригородная пассажирская компания

## Развитие пассажирского сообщения
- 1 ноября 2011 года — введён в обращение новый пассажирский поезд (367/368) до станции Киров.
- 21 января 2012 года — отменён из обращения пассажирский поезд (489/490) до станции Симферополь.
- 27 мая 2012 года — отменён из обращения пассажирский поезд (361/362) до станции Самара.
- 26 мая 2013 года — изменена нумерация и категория пассажирского поезда с 629/630 на 69/70 следующего до станции Ростов-на-Дону. В связи с переходом на новый график движения поездов отменён пассажирский поезд (419/420) до станции Орск. Сокращён маршрут пассажирского поезда (355/356) следовавшего по маршруту «Минск — Кисловодск» до станции Минеральные Воды и присвоена нумерация 445/446.
- 1 июня 2014 года — отменён из обращения пассажирский поезд (269/270) до станции Тамбов. Изменена нумерация скорых поездов со 197/198 на 57/58 следующего до станции Иркутск и со 193/194 на 113/114 следующего до станции Челябинск. Из-за обострённых конфликтных ситуаций на территории Украины отменён скорый поезд (27/28) до станции Москва.
- 26 июня 2014 года — введён в обращение скорый поезд (117/118) сезонного обращения до станции Челябинск.
- 1 сентября 2014 года — отменён из сезонного обращения скорый поезд (117/118) до станции Челябинск.
- 1 июня 2015 года — пассажирский поезд круглогодичного обращения № 643/644 «Кисловодск — Адлер — Кисловодск» переведён в разряд фирменных поездов.
- 9 декабря 2018 года — изменён пункт отправления/прибытия пассажирского поезда (143/144), следовавшего по маршруту «Москва — Кисловодск».
- 8 декабря 2018 года — возобновлено движение между Кисловодском и Орском — введён скорый поезд (111/112)
- 29 июня 2020 года — возобновлено движение между Кисловодском и Симферополем — введён пассажирский фирменный поезд «Таврия»[20] (525/526)
- 16 января 2021 года — запущен новый поезд № 176/175 до станции Воронеж.
- 12 декабря 2021 года — Изменены нумерация и маршрут скорого поезда со 45/46 на 445/446 следующего до станции Екатеринбург, также пущен через станцию Волгодонская. Изменена нумерация скорых поездов со 143/144 на 213/214 следующего до станции Москва.

## Адрес вокзала
- 357700, Россия, Ставропольский край, г. Кисловодск, ул. Вокзальная, д. 15
- Справочная: +7 (87937) 2-22-70

| - Вид на пассажирский терминал со стороны путей - Фрагмент интерьера одного из залов вокзала - ЭП1П-029 с поездом Екатеринбург - Кисловодск - Привокзальная площадь |